# Ершов, Павел Владимирович
Павел Владимирович Ершов (1924—2001) — полковник Советской Армии, участник Великой Отечественной войны, Герой Советского Союза (1944).

## Биография
Павел Ершов родился 7 января 1924 года в Ярославле. Получил неполное среднее образование. В 1940 году Ершов был призван на службу в Рабоче-крестьянскую Красную Армию. С июня 1941 года — на фронтах Великой Отечественной войны. Принимал участие в боях на Воронежском, Юго-Западном, 1-м, 2-м, 3-м Украинском фронтах. К ноябрю 1943 года старший сержант Павел Ершов командовал отделением 181-го отдельного моторизованного инженерного батальона 6-й армии 3-го Украинского фронта. Отличился во время битвы за Днепр.
26 ноября 1943 года Ершов организовал переправу штурмовых групп на западный берег Днепра в районе села Каневское Запорожского района Запорожской области Украинской ССР. Несмотря на массированный вражеский огонь, он совершил 20 рейсов, переправив в общей сложности около 120 советских бойцов и командиров и 60 ящиков с боеприпасами. В последнем рейсе был ранен, но тем не менее сумел доставить группу к берегу. Был отправлен в госпиталь. В своей части до конца 1950-х годов считался погибшим.
Указом Президиума Верховного Совета СССР от 22 февраля 1944 года за «образцовое выполнение боевых заданий командования на фронте борьбы с немецкими захватчиками и проявленные при этом мужество и героизм» старший сержант Павел Ершов был удостоен высокого звания Героя Советского Союза с вручением ордена Ленина и медали «Золотая Звезда» за номером 3937.
После излечения Ершов окончил Ленинградское военно-инженерное училище, после чего преподавал в нём. В 1958 году окончил Московскую военно-инженерную академию имени В. В. Куйбышева. В 1976 году в звании полковника Ершов был уволен в запас. Проживал в посёлке Нахабино Красногорского района Московской области. Умер 22 января 2001 года, похоронен в Нахабино.
Был также награждён орденом Отечественной войны 1-й степени, двумя орденами Красной Звезды, рядом медалей.